# Арагуая (национальный парк)
Национальный парк Арагуа́я (порт. Parque Nacional do Araguaia), созданный по распоряжению президента Жуселину Кубичека ди Оливейры 31 декабря 1959 года, расположен в центральной части Бразилии — первоначально в штате Гояс, ныне относится к штату Токантинс. Территория парка занимает пространство в пределах координат 09°51′—11°11′ ю. ш. и 49°57′—50°27′ з. д.

## География
Первоначально парк Арагуая занимал всю площадь острова Бананал — 2 млн га. К настоящему времени, после некоторых изменений его границ, занимает лишь небольшую часть территории в северной части острова, что составляет 180 056 га (1800,56 км²) в полном пользовании парка, а с учётом территории, находящейся в совместном пользовании, — 5623 км².

## История
- 17 декабря 1959 года — распоряжением № 2370 остров Бананал передаётся штату Гояс для создания национального парка Арагуая.
- 31 декабря 1959 — президент Жуселину Кубичек ди Оливейра создаёт национальный парк Арагуая.
- 1 марта 1973 года — президент Эмилиу Гаррастазу Медиси издаёт указ № 71879 об отведении парку лишь одной третьей части острова, находящейся в северной оконечности.
- 24 июня 1980 года — президент Жуан Баптиста ди Оливейра Фигейреду указом № 84444 отводит национальному парку Арагуая площадь 557714 га в северной части острова Бананал.
- 18 апреля 2006 года — президент Луис Инасиу Лула да Силва своим указом передал часть территорий парка индейцам Javaés, уменьшив тем самым площадь парка Арагуая до 180 056 га.

## Экология
Национальный парк Арагуая занимает северную оконечность острова Бананал на юго-западе штата Токантинс и включает в себя части муниципалитетов Пиун и Лагоа-да-Конфузан. Он расположен в зоне, где сходятся экорегионы лесов Амазонки с ландшафтами Серраду и Пантанал, и на данной территории обитают животные, входящие в эти 3 биома, а также чрезвычайно разнообразный растительный мир с различными редкой красоты природными пейзажами. Кроме того, здесь расположены водно-болотные угодья, имеющие международное значение и охраняемые Рамсарской конвенцией. Основная цель этого национального парка — не привлечение туристов и посетителей, а проведение работ по сохранению большого биологического разнообразия, имеющегося здесь сегодня.
В настоящее время нацпарк находится в ведении Института по сохранению биоразнообразия имени Чико Мендеса, местный филиал которого расположен в Пиуне, штат Токантинс. Это учреждение названо в честь национального героя Бразилии Франсишку Алвеша Мендеша Филью, более известного как Чико (Шику) Мендес; он выступил застрельщиком движения за охрану окружающей среды в стране и 22 декабря 1988 года в 44-летнем возрасте пал от рук тех, чьей губительной деятельности препятствовал.

## Фауна
На территории национального парка обитает множество разнообразных млекопитающих, в частности болотный олень, пекариевые, капибара, гигантский муравьед, гривистый волк, ягуар, бразильская выдра и броненосец, а в водах парка — амазонский и белый дельфины. Из птиц широко распространены большой тукан, обыкновенный нанду, американская змеешейка и др. Краснолобая кардиналовая овсянка (Paroaria baeri) упоминается в связи с Рамсарской конвенцией как вид птиц, для которого Бананалские болота имеют глобальное значение и который внесён в список вызывающих наименьшие опасения.